# Topolica
Topolica (bułg. Тополица) – wieś w południowo-wschodniej Bułgarii, w obwodzie Burgas, w gminie Ajtos. Według danych Narodowego Instytutu Statystycznego, 31 grudnia 2011 roku wieś liczyła 974 mieszkańców.

## Infrastruktura społeczna
W topolicy znajdują się:
- dom kultury Izgrew
- przedszkole całodobowe Detelina
- szkoła podstawowa Swetlina

## Turystyka
W Topolicy jest możliwość wypoczynku w bangalowach, albo w schroniskach turystycznych: Bjała reka, Diwi niszti, Gorski raj, Meliorator, Łukojł Neftochim, Zdrawec.